# Príncipe Felipe (Disney)
El Príncipe Felipe es el héroe de la película de Disney La Bella Durmiente de 1959.

## Historia
Está comprometido con la Princesa Aurora desde pequeño. Al crecer, pasea por el bosque con su caballo Samson y escucha a una muchacha cantando. Al oír esa hermosa voz, cabalga velozmente hasta que llega hasta donde la chica, quien resulta ser una hermosa joven de la que se enamora. Los dos empiezan a bailar y cantar, y quedan para verse en la vieja cabaña del bosque a la noche. Cuando Felipe se lo cuenta a su padre, a él no le hace ninguna gracia que su hijo esté enamorado de una campesina mientras está comprometido con Aurora. Cuando va a la cabaña, en lugar de la chica está la malvada bruja Maléfica, la cual le atrapa y le lleva a su guarida en la Montaña Prohibida. Ahí, Maléfica le muestra a través de su esfera mágica a la joven muchacha de la que se ha enamorado, quien resulta ser la Princesa Aurora, siendo víctima de un hechizo de la misma y malvada bruja Maléfica del que despertará con el primer beso de amor verdadero del Príncipe Felipe. En cuanto Maléfica se marcha, las hadas Flora, Fauna y primavera liberan a Felipe y le conceden la Espada de la Virtud y el Escudo de la Verdad. Tras escapar de la guarida de Maléfica, llegan al castillo del Rey Stéfano, donde Maléfica suelta un hechizo llenándolo todo de espinos negros. Después de librarse de las zarzas, Maléfica se convierte en un dragón y lucha contra Felipe. Al final, Felipe acaba con ella clavándole la Espada de la Virtud. Felipe corre hacia donde está Aurora y la despierta con su beso de amor. Y los dos vivieron felices para siempre.